# Преображенська сільська рада (Оріхівський район)
| Преображенська сільська рада — колишній орган місцевого самоврядування у Оріхівському районі Запорізької області з адміністративним центром у с. Преображенка. Історична дата утворення: 10 лютого 1974 року. Водоймища на території, підпорядкованій даній раді: р. Конка. Сільській раді підпорядковані населені пункти: - с. Преображенка - с. Васинівка - с. Червона Криниця |

## Склад ради
Рада складається з 22 депутатів та голови.

### Керівний склад ради
| ПІБ                          | Основні відомості                                                    | Дата обрання | Дата звільнення |
| ---------------------------- | -------------------------------------------------------------------- | ------------ | --------------- |
| Ревуцький Іван Михайлович    | Сільський голова, 1947 року народження, освіта, безпартійний         | 26.03.2006   | 31.10.2010      |
| Сідун Володимир Анатолійович | Сільський голова, 1960 року народження, освіта, член Партії регіонів | 31.10.2010   |                 |

Примітка: таблиця складена за даними джерела